# 192
Cette page concerne l'année 192  du calendrier julien. Pour l'année 192 av. J.-C., voir 192 av. J.-C. Pour le nombre 192, voir 192 (nombre).
L'année 192 est une année bissextile qui commence un samedi.

## Événements
- Mars : mort de Vologèse IV ; son fils Vologèse V devient seul roi des Parthes (fin en 207)[1].
- 22 mai, Chine : le général Dong Zhuo est assassiné[2]. La Chine sombre dans le chaos.
- Novembre : lors des ludi Plebeii Commode chasse les animaux sauvages dans le cirque ; il tue une centaine de lions, autant d'ours, coupe la tête à des autruches ; il combat en personne comme gladiateur. Il remplace la tête du colosse de l'amphithéâtre flavien, qui était dédié au soleil, par la sienne. La rumeur prétend qu'il veut tuer le nouveau consul le jour de l'an pour le remplacer, habillé en gladiateur[3].
- 31 décembre : l'empereur romain Commode est assassiné dans son bain[4]. Commode est empoisonné puis étranglé par son entraineur Narcisse dans la Domus Vectiliana, villa impériale sur le Caelius, à Rome à la suite du complot de sa maîtresse Marcia et du chambellan Eclectus, soutenus par le préfet du prétoire Q. Aemilius Laetus. Les conspirateurs, craignant la réaction du peuple, et devant l’absence de successeur désigné, taisent momentanément sa mort. C’est seulement après le consentement tacite du préfet Pertinax que le décès de Commode, attribué à une attaque d’apoplexie, est annoncé au public[5].

- Profitant de l'affaiblissement des Han, un notable nommé Khu Lien (Shi Mira) tue le préfet chinois et se proclame roi indépendant au Lin Yi ou Lâm Ap, noyau du royaume de Champā, dans le centre du Viêt Nam (fin en 1471)[6].

## Naissances en 192
- Cao Zhi, frère cadet de Cao Pi, fils de Cao Cao.
- Gordien II, empereur romain.

## Décès en 192
- Janvier, Sun Jian, seigneur de la guerre.
- Janvier, Lu Gong, officier sous Liu Biao.
- 22 mai : Dong Zhuo, Précepteur Impérial et Premier Ministre des Han.
- 31 décembre : Commode, empereur romain.